# Acolhua

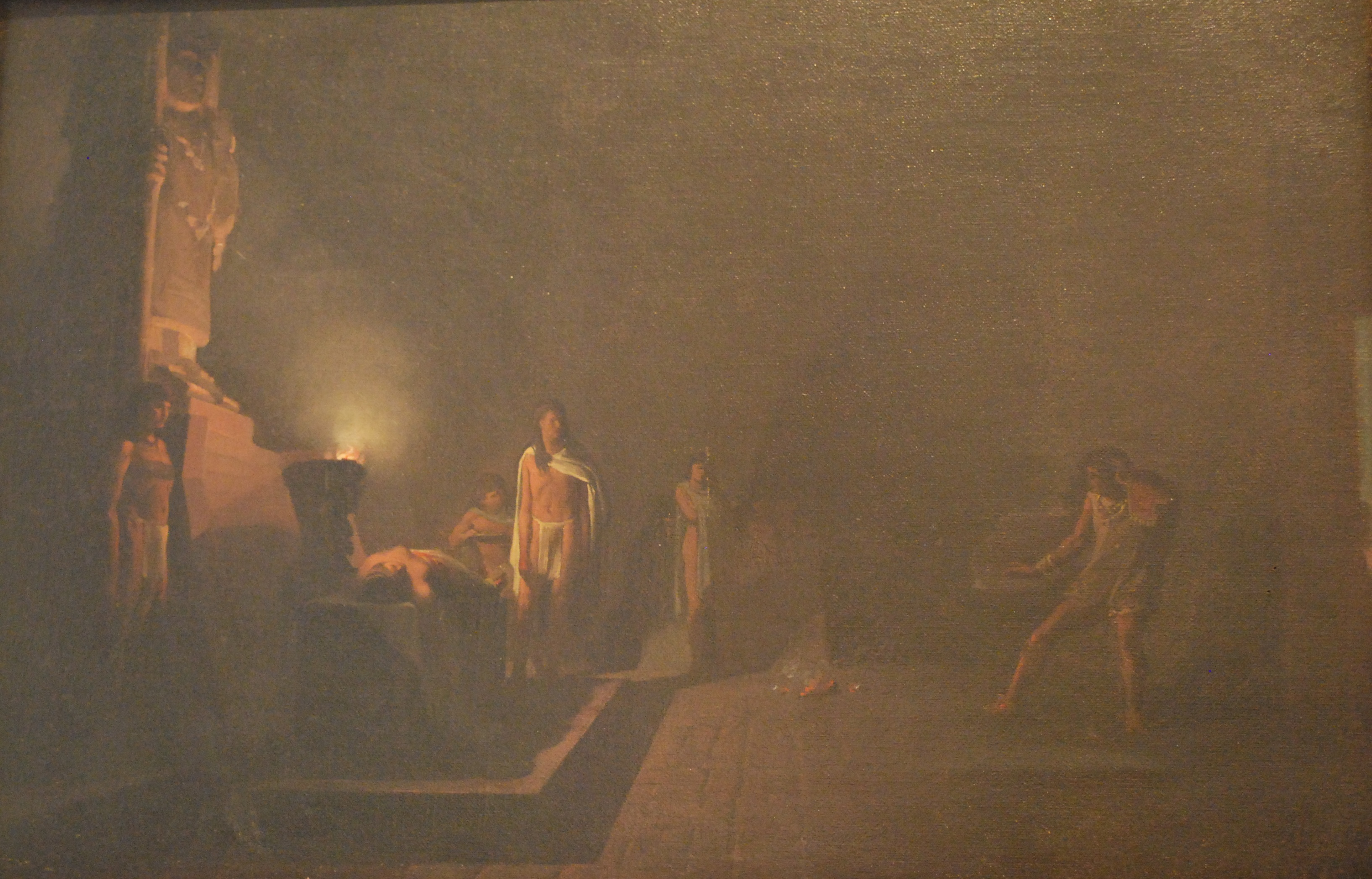
El sacrificio de una princesa acolhua, di Petronilo Monroy

Gli Acolhua sono un popolo mesoamericano che giunse nella Valle del Messico attorno al 1200, stabilendosi nella sua parte orientale, provincia da essi chiamata Acolhuacan.

## Descrizione
Gli Acolhua erano una cultura molto legata agli Aztechi (o Mexica) così come i Tepanechi, i Chalca, gli Xochimilca ed altri.
È probabile che la famiglia regnante degli Acolhua discendesse dalla popolazione di lingua otomí e non abbia parlato nahuatl finché non fu deciso dal regnante (tlatoani) Techotlalatzin.
Sotto la guida del nipote di Techotlalatzin, Nezahualcoyotl, gli Acolhua si allearono con i Mexica (Aztechi) formando la Triplice alleanza azteca. La capitale acolhua, Texcoco, divenne un centro culturale del neonato impero azteco.